# Nasrollah Entezam
Nasrollah Entezam (Teheran, 16 febbraio 1900 – Teheran, 19 dicembre 1980) è stato un politico, funzionario e diplomatico iraniano, Presidente dell'Assemblea generale delle Nazioni Unite dal 1950 al 1951 e imprigionato dal neo-nato regime islamico.

## Biografia
Durante il suo primo incarico da ambasciatore iraniano negli Stati Uniti, si è schierato contro l'Apartheid in Sudafrica.
Dopo la rivoluzione islamica venne imprigionato a Evin, dove venne torturato. Morirà poco dopo.